# Шевјер
Шевјер (фр. Chevières) насеље је и општина у североисточној Француској у региону Шампањ-Арден, у департману Ардени која припада префектури Вузје.
По подацима из 2011. године у општини је живело 49 становника, а густина насељености је износила 7,94 становника/km². Општина се простире на површини од 6,17 km². Налази се на средњој надморској висини од 130 метара.

## Демографија
| 1962. | 1968. | 1975. | 1982. | 1990. | 1999. | 2011. |
| ----- | ----- | ----- | ----- | ----- | ----- | ----- |
| 59    | 62    | 60    | 58    | 51    | 44    | 49    |

График промене броја становника у току последњих година